# Geulumpang Payong (Samalanga)
Geulumpang Payong is een bestuurslaag in het regentschap Bireuen van de provincie Atjeh, Indonesië. Geulumpang Payong telt 556 inwoners (volkstelling 2010).